# Jelbart-ijsplateau
Het Jelbart-ijsplateau is een ijsplateau op Koningin Maudland, Antarctica. Het ijsplateau met een breedte van circa 65 kilometer ligt voor de kust ten noorden van de Giæverryggen. 
Het ijsplateau werd in kaart gebracht door Noorse cartografen aan de hand van geodetische metingen tijdens de Noors-Brits-Zweedse Antarctische Expeditie (NBSAE) (1949-1952). De ijsplaat werd genoemd naar John Ellis Jelbart (1926–1951), een Australische fysicus bij NBSAE, die verdronk op 24 februari 1951 toen vier expeditieleden met hun rupsvoertuig, een Weasel, over de rand van het Quar-ijsplateau stortten.